# Viola sardagnae
Viola sardagnae är en violväxtart som beskrevs av Wilhelm Becker. Viola sardagnae ingår i släktet violer, och familjen violväxter. Inga underarter finns listade i Catalogue of Life.